# اچ‌دی ۱۹۹۴۴۲
اچ‌دی ۱۹۹۴۴۲ یک ستاره است که در صورت فلکی دلو قرار دارد.